# Villa Rustica (Bennwil)
Die Villa Rustica von Bennwil ist ein römischer Gutshof in der Gemeinde Bennwil im Kanton Basel-Land in der Schweiz.
Römische Reste wurden 1927 und 1935 festgestellt. 1936 bis 1937 kam es dann zu systematischen Ausgrabungen.
Die Villa stand nahe zu einem Bach. Es handelte sich um einen rechteckigen Bau von 31 × 19,40 Meter. Im Zentrum der Villa befand sich eine eventuell überdachte Halle mit einer Herdstelle. An den beiden Kurzseiten befanden sich diverse Räume. In der Südwestecke der Villa wurde in einer späteren Bauphase ein Bad hineingebaut. Es bestand aus drei Räumen. In einem von ihnen waren noch Reste der Wanne und eines Bleirohrausflusses erhalten. Ein weiterer Raum des Bades hatte Hypokausten und war mit einer weißgründigen Wandmalerei sowie mit einem einfachen Mosaik dekoriert. Es ist bisher nur ein Nebengebäude bekannt, das etwa 60 Meter südlich vom Herrenhaus stand.
Der Gutshof wurde in der ersten Hälfte des ersten Jahrhunderts gegründet und in der ersten Hälfte des dritten Jahrhunderts verlassen.